# Особа Василь Васильович

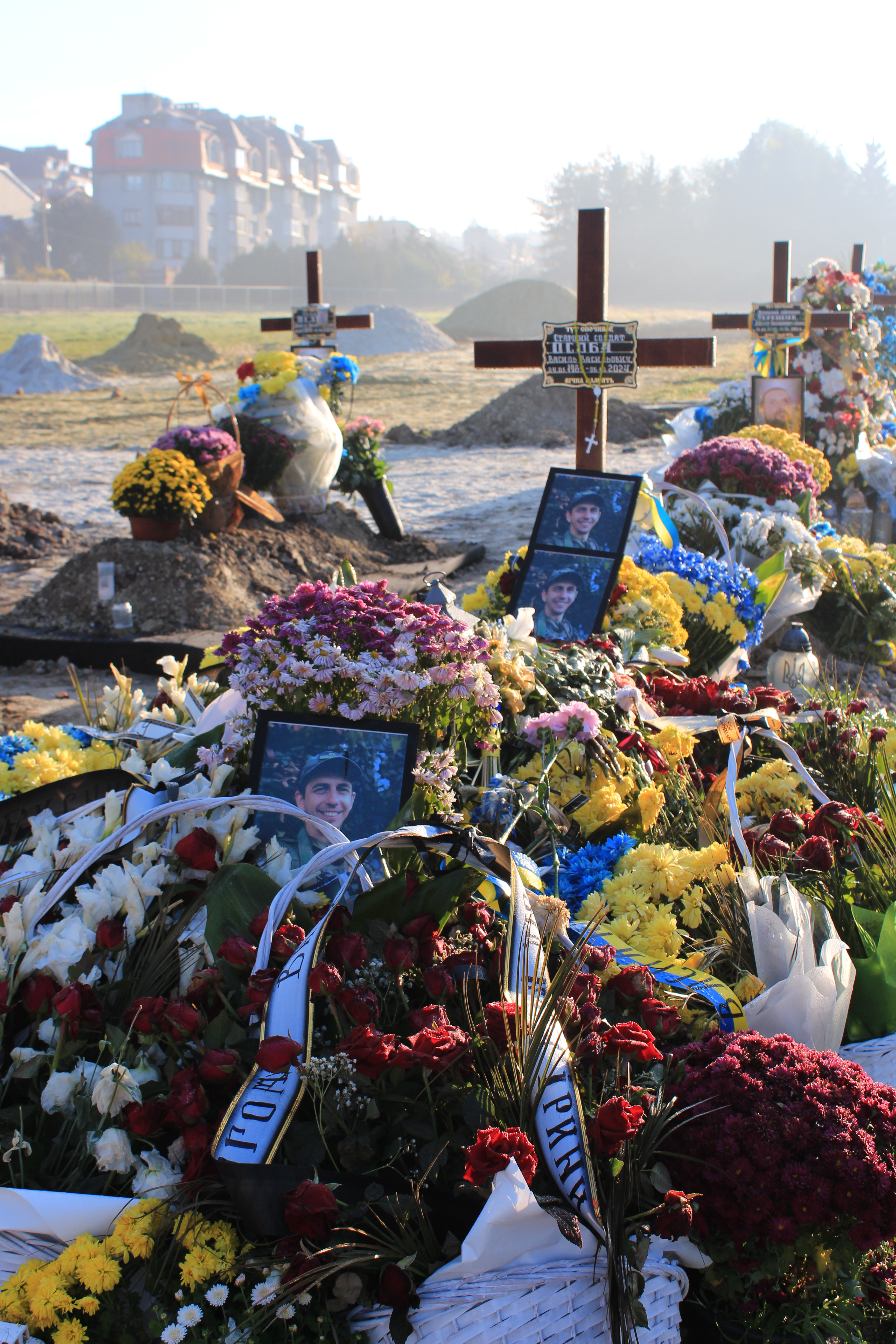
Могила старшого солдата Василя Особи

Василь Васильович Особа (24 травня 1989, м. Добромиль, Львівська область — 6 жовтня 2024, Донецька область) — український громадський активіст, підприємець, військовослужбовець, старший солдат 4 БрОП Національної гвардії України, учасник російсько-української війни. Член ВО «Свобода» (2009). Зять Ірини Фаріон.

## Життєпис
Народився 24 травня 1989 року в місті Добромилі, нині Добромильської громади Самбірського району Львівської области України.
Навчався в Добромильській загальноосвітній школі (2007). Закінчив Техніко-економічний фаховий коледж та інженерно-будівельний факультет Національного університету «Львівська політехніка» (за спеціальностями «Будівництво та цивільна інженерія» та «Міське будівництво та господарство»). Працював приватним підприємцем на будівництві.
2009 року приєднався до ВО «Свобода», у складі якої брав участь у Мовному майдані 2012 року у Львові та Києві; у щорічних смолоскипних маршах з нагоди Дня народження голови Проводу ОУН Степана Бандери, а також маршах у Києві до річниці УПА та Дня захисників і захисниць України. Був помічником депутата Михайла Семчія від партії «Свобода».
Протягом 2013—2014 років був учасником Революції гідності. Долучався до акцій протесту біля Верховної Ради України, зокрема проти внесення змін до Конституції України щодо надання особливого статусу окупованим територіям сходу України та інших.
Від січня 2022 року почав військову підготовку. У 2023 році добровольцем вирушив на фронт. Служив мінометником батальйону «Свобода» 4-ї бригади оперативного призначення імені Героя України сержанта Сергія Михальчука Національної гвардії України. Загинув 6 жовтня 2024 року на Сіверському напрямку, що на Донеччині.
Прощання з Василем Особою відбулося в Гарнізонному храмі святих апостолів Петра і Павла м. Львова. Похований 12 жовтня 2024 року на Полі почесних поховань № 86-А Личаківського цвинтаря.
Залишилася дружина та двоє дітей.

### Співпраця з Іриною Фаріон
Був офіційним помічником народного депутата України 7-го скликання Ірини Фаріон. Після завершення каденції залишився її неформальним помічником. Входив до організаційної і творчої групи просвітнього проєкту «Від книги до мети». Зініціював створення домашньої студії запису для YouTube-діяльності. Був оператором 68 відео мовознавиці. Також працював над їхнім монтажем.

## Нагороди
- орден «За мужність» ІІІ ступеня (посмертно)[11]
- почесна відзнака «Хрест 54 ОМБР»[6]
- «Сила Впливу» (посмертно)[12]
- медаль «Честь. Слава. Держава» від Київського міського голови (посмертно)[13]
- нагрудний знак «ЗА ЧИН» батальйону «Сила Свободи» 4-ї бригади швидкого реагування «Рубіж» НГУ (посмертно)[14]

## Вшанування
14 листопада 2024 року, на сороковини від загибелі, на фасаді Техніко-економічного фахового коледжу НУ «Львівська політехніка» відкрито меморіальну таблицю.